# Hipparchia burdigalae
Hipparchia burdigalae är en fjärilsart som beskrevs av Ruggero Verity 1919. Hipparchia burdigalae ingår i släktet Hipparchia och familjen praktfjärilar. Inga underarter finns listade i Catalogue of Life.